# اتحادیه بوداتاتا
اتحادیه بوداتاتا (به لاتین: Budhhata Union) یک منطقهٔ مسکونی در بنگلادش است که در Assasuni Upazila واقع شده‌است.
 اتحادیه بوداتاتا ۲۰٫۵۸ کیلومتر مربع مساحت و ۳۰٬۲۶۳ نفر جمعیت دارد.